# Descomposición de Jordan-Chevalley
En matemáticas, la descomposición de Jordan-Chevalley, llamada así por los matemáticos Camille Jordan y Claude Chevalley, es una expresión de un operador lineal como la suma de su parte semisimple y de su parte nilpotente, que conmutan. También hay una descomposición multiplicativa relacionada, que expresa un operador invertible como el producto de sus partes semisimple y unipotente, que también conmutan. La descomposición es fácil de describir cuando se tiene la forma canónica de Jordan del operador, pero existe bajo hipótesis más débiles que la existencia de una forma canónica de Jordan. Hay descomposiciones análogas a la de Jordan-Chevalley para elementos de grupos algebraicos lineales, álgebras de Lie y grupos de Lie, y la descomposición es una herramienta importante en el estudio de dichos objetos.

## Descomposición de un operador lineal
Se consideran los operadores lineales en un espacio vectorial de dimensión finita sobre un cuerpo. Un operador T se dice semisimple si cada subespacio invariante por T tiene un complementario invariante por T (si el cuerpo subyacente es algebraicamente cerrado, esto equivale a requerir que el operador sea diagonalizable). Un operador {\displaystyle x} se dice nilpotente si alguna potencia {\displaystyle x^{m}} de él es el operador cero, y se dice unipotente si {\displaystyle x-1} es nilpotente.
Sea pues {\displaystyle x} cualquier operador. Una descomposición de Jordan-Chevalley de {\displaystyle x} es una expresión del operador como una suma
{\displaystyle x=x_{n}+x_{s}}
donde {\displaystyle x_{s}} es semisimple, {\displaystyle x_{n}} es nilpotente y {\displaystyle x_{s}} y {\displaystyle x_{n}} conmutan. Sobre un cuerpo perfecto, siempre existe tal descomposición y es única (véase #Prueba de unicidad y existencia ), y {\displaystyle x_{s}} y {\displaystyle x_{n}} son polinomios en {\displaystyle x} sin términos constantes. En particular, para cualquier descomposición de este tipo sobre un cuerpo perfecto, un operador que conmuta con {\displaystyle x} también conmuta con {\displaystyle x_{s}} y {\displaystyle x_{n}}.
De manera similar, si {\displaystyle x} es un operador invertible, entonces una descomposición multiplicativa de Jordan-Chevalley expresa {\displaystyle x} como un producto
{\displaystyle x=x_{s}\cdot x_{u}}
donde {\displaystyle x_{s}} es semisimple, {\displaystyle x_{u}} es unipotente y {\displaystyle x_{s}} y {\displaystyle x_{u}} conmutan. De nuevo, sobre un cuerpo perfecto, tal descomposición existe y es única y tanto {\displaystyle x_{s}} como {\displaystyle x_{n}} son polinomios en {\displaystyle x}. La versión multiplicativa de la descomposición se obtiene de la aditiva ya que, como es fácil ver que {\displaystyle x_{s}} es invertible:
{\displaystyle x=x_{s}+x_{n}=x_{s}\left(1+x_{s}^{-1}x_{n}\right)}
y {\displaystyle 1+x_{s}^{-1}x_{n}} es unipotente. (Recíprocamente, con un argumento parecido, uno puede deducir la versión aditiva de la multiplicativa).
Si {\displaystyle x} está escrito en forma canónica de Jordan (con respecto a alguna base), entonces {\displaystyle x_{s}} es el endomorfismo cuya matriz consiste solo de los términos diagonales de {\displaystyle x}, y {\displaystyle x_{n}}  es el endomorfismo cuya matriz consiste solo de los términos de fuera de la diagonal; {\displaystyle x_{u}} es el endomorfismo cuya matriz se obtiene de la forma canónica de Jordan dividiendo todas las entradas de cada bloque de Jordan por su elemento diagonal.

### Prueba de unicidad y existencia.
| Demostración de unicidad |
| La unicidad se deriva del hecho de que {\displaystyle x_{s},x_{n}} son polinomios en {\displaystyle x}: si {\displaystyle x=x_{s}'+x_{n}'} es otra descomposición tal que {\displaystyle x_{s}'} y {\displaystyle x_{n}'} conmutan, entonces {\displaystyle x_{s}-x_{s}'=x_{n}-x_{n}'}, y tanto {\displaystyle x_{s}'}como {\displaystyle x_{n}'}conmutan con {\displaystyle x}, luego también con {\displaystyle x_{s}} y con {\displaystyle x_{n}}. La suma de dos endomorfismos nilpotentes que conmutan es nilpotente, y sobre un cuerpo perfecto la suma de dos endomorfismos semisimples que conmutan vuelve a ser semisimple. Dado que el único operador que es a la vez semisimple y nilpotente es el operador cero, se sigue que {\displaystyle x_{s}=x_{s}'} y {\displaystyle x_{n}=x_{n}'}. |

| Demostración de existencia |
| Demostración de existencia. Sea {\displaystyle V} un espacio vectorial de dimensión finita sobre un cuerpo perfecto {\displaystyle k} y sea {\displaystyle x:V\to V} un endomorfismo. - Supongamos primero que el cuerpo base {\displaystyle k} es algebraicamente cerrado. En ese caso, el espacio vectorial {\displaystyle V} se descompone en la suma directa {\textstyle V=\bigoplus _{i=1}^{r}V_{i}} donde cada {\displaystyle V_{i}} es el núcleo de {\displaystyle (x-\lambda _{i}I)^{m_{i}}}, es decir, el espacio propio generalizado, y x estabiliza {\displaystyle V_{i}}, ó sea, {\displaystyle x\cdot V_{i}\subset V_{i}} para cada {\displaystyle i}. Ahora, se define {\displaystyle x_{s}:V\to V} de manera que, en cada {\displaystyle V_{i}}, sea el producto por el escalar {\displaystyle \lambda _{i}}. Se representa por una matriz diagonal en una base que respete la descomposición en suma directa; por lo tanto, es un endomorfismo semisimple. Puesto que {\displaystyle x-x_{s}:V_{i}\to V_{i}} es entonces {\displaystyle x-\lambda _{i}I:V_{i}\to V_{i}} cuya {\displaystyle m_{i}}-ésima potencia es cero, también tenemos que {\displaystyle x_{n}:=x-x_{s}} es nilpotente, demostrando la existencia. El hecho de que {\displaystyle x_{s},x_{n}} son polinomios en {\displaystyle x} se deriva del teorema chino del resto. Llamemos {\displaystyle f(t)=\operatorname {det} (tI-x)} al polinomio característico de x. {\displaystyle f} coincide con el producto de los polinomios característicos de las restricciones {\displaystyle x:V_{i}\to V_{i}} ; es decir, {\textstyle f(t)=\prod _{i=1}^{r}(t-\lambda _{i})^{d_{i}},d_{i}=\dim V_{i}.} Además, {\displaystyle d_{i}\geq m_{i}} (porque, en general, una matriz nilpotente muere cuando se eleva al tamaño de la matriz). Aplicando el teorema chino del resto al anillo de polinomios {\displaystyle k[t]} obtenemos un polinomio {\displaystyle p(t)} que satisface las condiciones: {\displaystyle p(t)\equiv 0{\bmod {t}},\,p(t)\equiv \lambda _{i}{\bmod {(}}t-\lambda _{i})^{d_{i}}} (para todo i). La condición {\displaystyle p(t)\equiv \lambda _{i}{\bmod {(}}t-\lambda _{i})^{d_{i}}} significa que {\displaystyle p(t)-\lambda _{i}=g_{i}(t)(t-\lambda _{i})^{d_{i}}} para algún polinomio {\displaystyle g_{i}(t)} . Ya que {\displaystyle (x-\lambda _{i}I)^{d_{i}}} es el operador nulo en {\displaystyle V_{i}}, {\displaystyle p(x)} y {\displaystyle x_{s}} x_s coinciden en cada {\displaystyle V_{i}} ; es decir, {\displaystyle p(x)=x_{s}}. Entonces, {\displaystyle q(x)=x_{n}} con {\displaystyle q(t)=t-p(t)}. La condición {\displaystyle p(t)\equiv 0{\bmod {t}}} asegura que {\displaystyle p(t)} y {\displaystyle q(t)} no tienen términos constantes. Esto completa la demostración en el caso de un cuerpo algebraicamente cerrado. - Si k es ahora un cuerpo perfecto arbitrario, llamamos {\displaystyle \Gamma =\operatorname {Gal} \left({\overline {k}}/k\right)} al grupo absoluto de Galois de k. Por la primera parte, podemos elegir polinomios {\displaystyle p,q} sobre {\displaystyle {\overline {k}}} tales que {\displaystyle x=p(x)+q(x)} es la descomposición en la parte semisimple y nilpotente. Para cada {\displaystyle \sigma } en {\displaystyle \Gamma } , {\displaystyle x=\sigma (x)=\sigma (p(x))+\sigma (q(x))=p(x)+q(x).} Ahora bien, {\displaystyle \sigma (p(x))=\sigma (p)(x)} es un polinomio en x, al igual que {\displaystyle \sigma (q(x))}. Por lo tanto, {\displaystyle \sigma (p(x))} y {\displaystyle \sigma (q(x))} conmutan. Asimismo, la aplicación {\displaystyle \sigma } evidentemente conserva la semisimplicidad y la nilpotencia. De este modo, por unicidad de la descomposición (sobre {\displaystyle {\overline {k}}}), {\displaystyle \sigma (p(x))=p(x)} y {\displaystyle \sigma (q(x))=q(x)}. Por eso {\displaystyle x_{s}=p(x),x_{n}=q(x)} son {\displaystyle \Gamma }-invariantes; es decir, son endomorfismos (representados por matrices) sobre k. Finalmente, ya que {\displaystyle \left\{1,x,x^{2},\dots \right\}} contiene una {\displaystyle {\overline {k}}}-base que genera el espacio que contiene a {\displaystyle x_{s},x_{n}}, por el mismo argumento, también vemos que {\displaystyle p,q} tienen coeficientes en k . Esto completa la demostración. {\displaystyle \square } |

### Prueba corta usando álgebra abstracta
(Jacobson ,  1979) demuestra la existencia de la descomposición como consecuencia del teorema principal de Wedderburn. Obtiene así una demostración más corta, y que muestra más claramente el rol que juega la perfección del cuerpo base.
| Demostración |
| Sea {\displaystyle V} un espacio vectorial de dimensión finita sobre un cuerpo perfecto {\displaystyle k}, {\displaystyle x} un endomorfismo y {\displaystyle A} la subálgebra generada por {\displaystyle x}. Obsérvese que {\displaystyle A} es un anillo artiniano conmutativo. El teorema principal de Wedderburn establece: \| Para un álgebra {\displaystyle A} de dimensión finita con radical de Jacobson {\displaystyle J}, si {\displaystyle A/J} es separable, entonces la sobreyección natural {\displaystyle p:A\to A/J} tiene inversa por la derecha; es decir, {\displaystyle A} contiene una subálgebra semisimple {\displaystyle B} tal que {\displaystyle p\\|_{B}:B{\overset {\sim }{\to }}A/J} es un isomorfismo.[3] \| En nuestro caso, {\displaystyle A/J} es separable ya que el cuerpo base es perfecto (por lo que el teorema es aplicable) y {\displaystyle J} es también el nilradical de {\displaystyle A}. Así, tenemos la descomposición en el espacio vectorial {\displaystyle A=B\oplus J}. En particular, el endomorfismo {\displaystyle x} se puede escribir como {\displaystyle x=x_{s}+x_{n}} donde {\displaystyle x_{s}} está en B y {\displaystyle x_{n}} en {\displaystyle J}. Ahora bien, la imagen de {\displaystyle x} genera {\displaystyle A/J=B}; por lo tanto {\displaystyle x_{s}} es semisimple y es un polinomio en x. Por último, {\displaystyle x_{n}} es nilpotente ya que {\displaystyle J} es nilpotente y es un polinomio en {\displaystyle x} ya que {\displaystyle x_{s}} es. |
| Para un álgebra {\displaystyle A} de dimensión finita con radical de Jacobson {\displaystyle J}, si {\displaystyle A/J} es separable, entonces la sobreyección natural {\displaystyle p:A\to A/J} tiene inversa por la derecha; es decir, {\displaystyle A} contiene una subálgebra semisimple {\displaystyle B} tal que {\displaystyle p\|_{B}:B{\overset {\sim }{\to }}A/J} es un isomorfismo. |

## Criterio de nilpotencia
La descomposición de Jordan se puede utilizar para caracterizar la nilpotencia de un endomorfismo. Sea k un cuerpo algebraicamente cerrado de característica cero, {\displaystyle E=\operatorname {End} _{\mathbb {Q} }(k)} el anillo de endomorfismos de k sobre los racionales y V un espacio vectorial de dimensión finita sobre k . Dado un endomorfismo {\displaystyle x:V\to V}, sea {\displaystyle x=s+n} su descomposición de Jordan. Entonces {\displaystyle s} es diagonalizable; es decir, {\displaystyle V=\bigoplus V_{i}} donde cada {\displaystyle V_{i}} es el espacio propio para el valor propio {\displaystyle \lambda _{i}} con multiplicidad {\displaystyle m_{i}}. Entonces para cualquier {\displaystyle \varphi \in E} definimos {\displaystyle \varphi (s)} como el endomorfismo tal que {\displaystyle \varphi (s):V_{i}\to V_{i}} es el producto por {\displaystyle \varphi (\lambda _{i})}. Chevalley llama a {\displaystyle \varphi (s)} la réplica de {\displaystyle s} dada por {\displaystyle \varphi }. Por ejemplo, si {\displaystyle k=\mathbb {C} }, el conjugado de un endomorfismo es un ejemplo de réplica. Se tiene:
| {\displaystyle x} es nilpotente (i.e., {\displaystyle s=0}) si y solamente si {\displaystyle \operatorname {tr} (x\varphi (s))=0} para cualquier {\displaystyle \varphi \in E}. Además, en el caso {\displaystyle k=\mathbb {C} }, basta con que la condición se satisfaga para {\displaystyle \varphi } la conjugación compleja. Criterio de nilpotencia |